# Tatocnemis denticularis
Tatocnemis denticularis är en trollsländeart som beskrevs av Aguesse 1968. Tatocnemis denticularis ingår i släktet Tatocnemis och familjen Megapodagrionidae. Inga underarter finns listade i Catalogue of Life.